# NGC 5223
NGC 5223 هي مجرة إهليلجية من نوع (E) تقع في كوكبة السلوقيان (كوكبة). وهي مجرة حديثة.

## وصلات خارجية
- NGC 5223 على موقع ويكي سكاي: DSS2, SDSS, GALEX, IRAS, Hydrogen α, X-Ray, Astrophoto, Sky Map, Articles and images